# Křečhoř

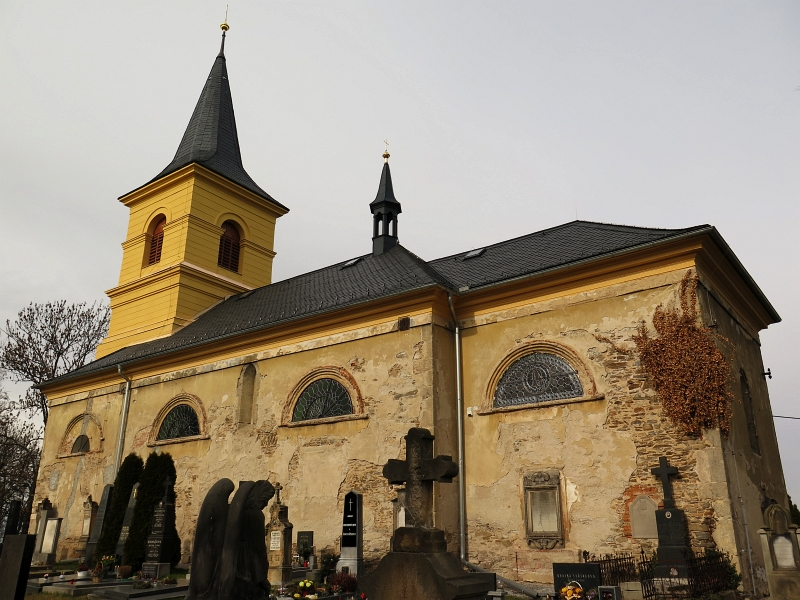
Kirche des hl. Wenzel und Leib Christi

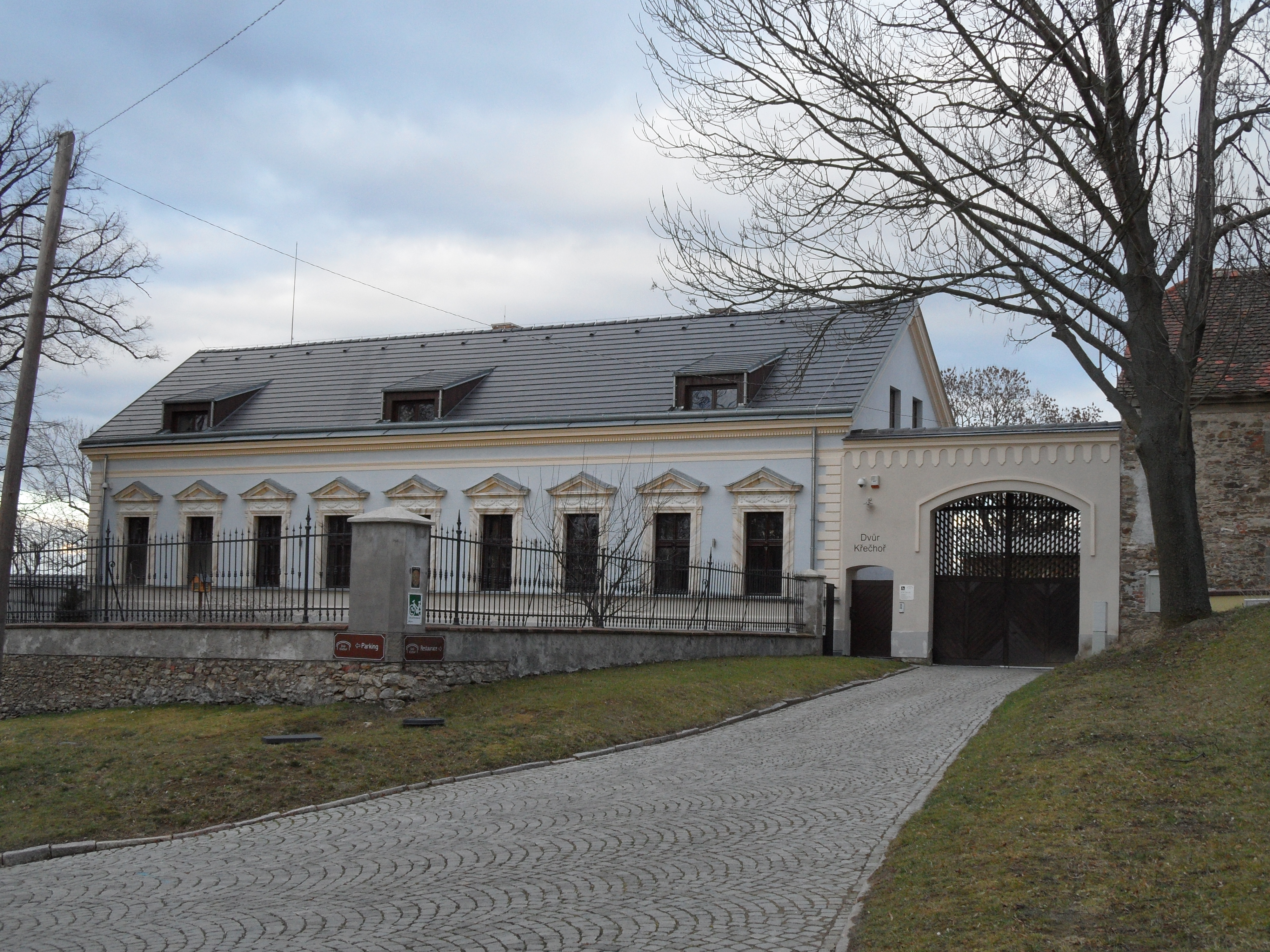
Hof Křečhoř

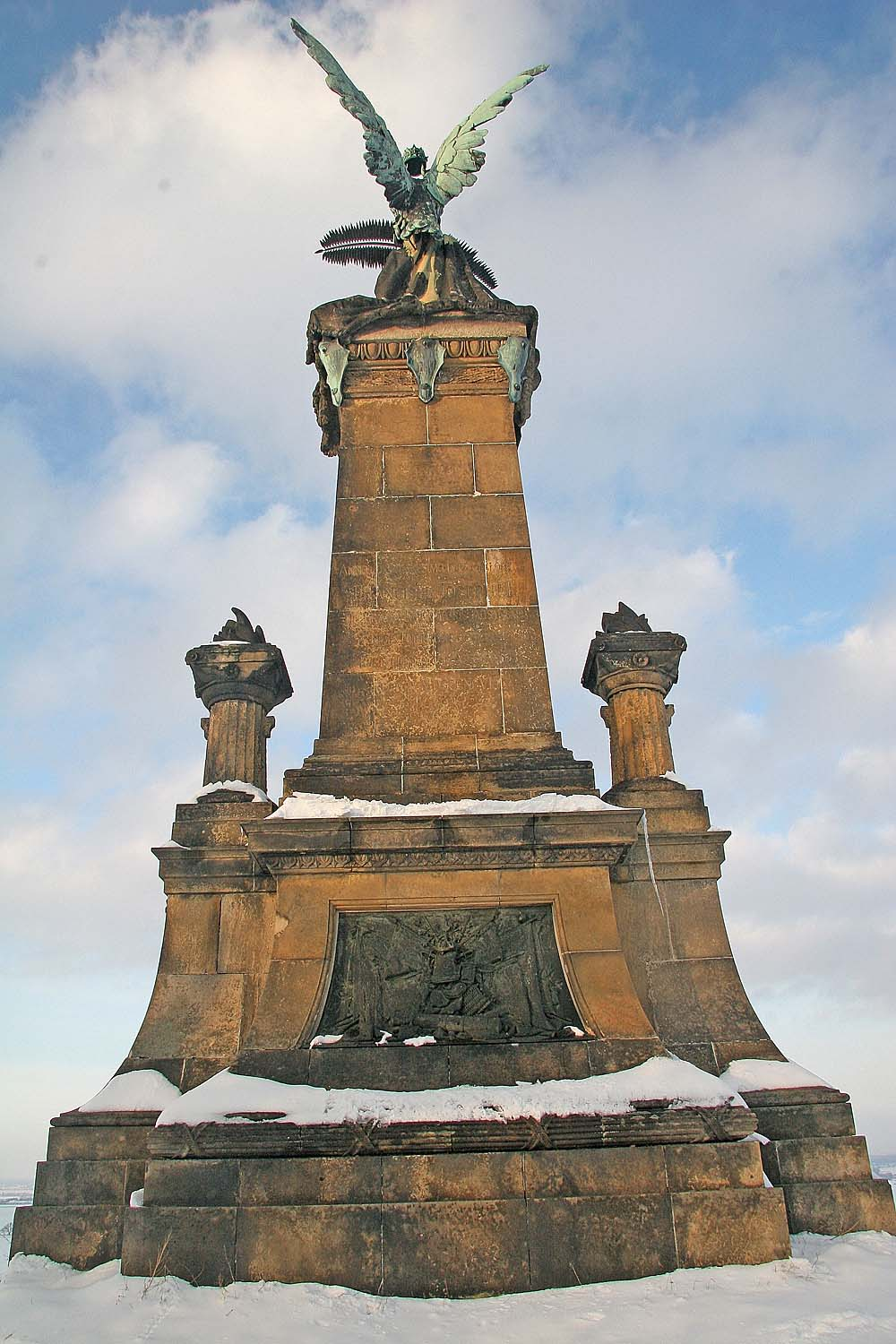
Denkmal der Schlacht bei Kolin

Křečhoř (deutsch Krzeczhorz, 1939–45 Kretschhorsch) ist eine Gemeinde in Tschechien. Sie liegt fünf Kilometer westlich des Stadtzentrums von Kolín und gehört zum Okres Kolín.

## Geographie
Křečhoř befindet sich auf einem Höhenzug in der Středolabské tabule (Tafelland an der mittleren Elbe). Südwestlich erhebt sich der Křečhoř (333 m n.m.), im Westen der Mukařov (331 m n.m.).
Nachbarorte sind Vítězov und Kamhajek im Norden, Kutlíře im Nordosten, Peklo und Štítary im Osten, Radovesnice I und Zibohlavy im Südosten, Kbel und Lošany im Süden, Polní Voděrady, Libodřice und Kocanda im Südwesten, Poboří, Hradenín und Chocenice im Westen sowie Bříství und Zlaté Slunce im Nordwesten.

## Geschichte
Archäologische Funde belegen eine frühzeitliche Besiedlung der Křečhořer Höhe. Dazu gehören Gräberfunde der Latènekultur aus dem 4.-3. Jahrhundert v. Chr. sowie Reste von Grubenhäusern der Spätlatènekultur (2.–1. Jahrhundert v. Chr.) und von markomannischen Urnengräbern aus dem 2. Jahrhundert. Während des Frühmittelalters bestand eine slawische Burgstätte.
Die erste schriftliche Erwähnung erfolgte im Jahre 1200, als das Zisterzienserkloster Sedletz Ländereien des königlichen Hofes Křečhoř kaufte. König Wenzel II. erließ den Zisterziensern 1295 eine für Křečhoř vereinbarte Zahlung. Im Jahre 1310 schenkte König Johann von Luxemburg den Hof Křečhoř seinem Oberstmarschall Heinrich von Leipa. 1319 kaufte die Königinwitwe Elisabeth Richza den Hof und stiftete ihn dem Domkapitel des hl. Veit auf der Prager Burg. Seit dieser Zeit ist in Křečhoř eine Pfarrei nachweislich. Das Prager Domkapitel besaß Křečhoř bis 1436, danach überließ König Sigismund das Dorf an Sigmund von Smilowitz. Von diesem erwarb die Königsstadt Kolín das Dorf und schlug es ihren Gütern zu. Seit 1593 ist der Ritter Václav Březský von Ploskovice auf Břežany und ab 1612 dessen Sohn Jindřich als Besitzer eines Hofes in Křečhoř nachweislich; im Jahre 1651 erwarb die Hofkammer den Hof von Jan Diviš Březský und vereinigte ihn mit dem übrigen Besitz der Kammerherrschaft Kolín in Křečhoř. Während des Dreißigjährigen Krieges war Křečhoř verödet, die Pfarrei erlosch. 1654 sind in der berní rula nur zwei Bauern aufgeführt, die meisten Gehöfte lagen wüst. Erst 1684 waren wieder alle Anwesen hergestellt und bewirtschaftet.
Während des Siebenjährigen Krieges trafen am 18. Juni 1757 auf den Höhen zwischen Plaňany, Chocenice und Křečhoř die preußischen und österreichischen Truppen in der Schlacht bei Kolin aufeinander. König Friedrich II. befehligte dabei die preußische Armee am Rande des Schlachtfeldes vom Hügel Novoveský vrch, der nach der Schlacht den Namen Bedřichov (König-Friedrichs-Berg) erhielt, aus. Kaiser Joseph II. ließ in Neudorf eine Lokalie errichten, der auch die Kirche in Křečhoř zugeordnet wurde.
Im Jahre 1843 bestand das im Kauřimer Kreis gelegene Rustikaldorf Křečhoř, auch Křečhora bzw. Křeč stará genannt, aus 49 Häusern, in denen 379 Personen, darunter 24 protestantische Familien lebten. Im Ort gab es eine Filialkirche des hl. Wenzel, eine Schule und ein Wirtshaus. Der ehemalige Meierhof war emphyteutisiert. Zu Křečhoř konskribiert war die aus zwei Häusern bestehende Einsicht Břistew. Katholischer Pfarrort war Neudorf, der Amtsort war Kaisersdorf. Bis zur Mitte des 19. Jahrhunderts blieb Křečhoř der Herrschaft Kolin untertänig.
Nach der Aufhebung der Patrimonialherrschaften bildete Křečhoř ab 1849 mit den Ortsteilen Bříství, Kamhajek und Kutlíře eine Gemeinde im Gerichtsbezirk Kolin. Ab 1868 gehörte das Dorf zum Bezirk Kolin. 1869 hatte Křečhoř 395 Einwohner und bestand aus 56 Häusern. Im Jahre 1876 wurde wieder eine Pfarrei in Křečhoř eingerichtet; als erster Pfarrer wurde 1877 Jan Evangelista Eybl (1840–1901), der auch als Schriftsteller und Publizist wirkte, eingeführt. 1898 wurde auf dem Schlachtfeld der Schlacht bei Kolin ein Denkmal errichtet. Im Jahre 1900 lebten in Křečhoř 476 Menschen, 1910 waren es 547. 1930 hatte Křečhoř 451 Einwohner und bestand aus 101 Häusern. Beim Zensus von 2001 lebten in den 154 Häusern der Gemeinde 416 Personen; davon 350 im Ortsteil Křečhoř (117 Häuser), 39 in Kamhajek (21 Häuser) und 27 in Kutlíře (16 Häuser).

## Gemeindegliederung
Die Gemeinde Křečhoř besteht aus den Ortsteilen Kamhajek (Grünberg), Křečhoř (Krzeczhorz) und Kutlíře (Kutlirz). Zu Křečhoř gehören zudem die Ansiedlung Bříství (Brzistew) und die Einschicht Na Krétě.
Das Gemeindegebiet gliedert sich in die Katastralbezirke Křečhoř und Kutlíře.

## Sehenswürdigkeiten

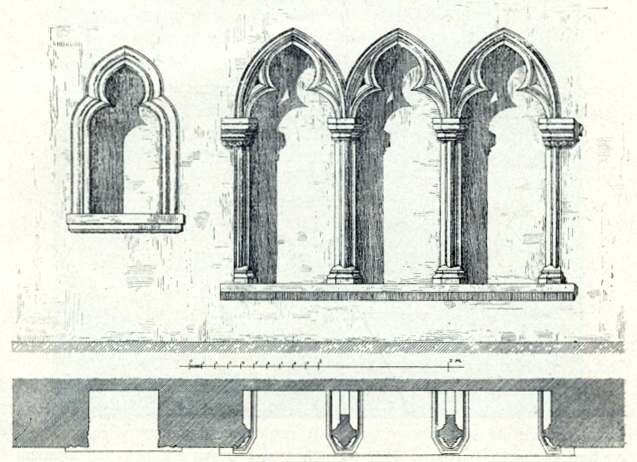
Sedilien in der Kirche

- Kirche des hl. Wenzel und Leib Christi, der zum Ende des 13. Jahrhunderts errichtete gotische Kirchenbau wurde später im Empirestil umgestaltet. Erhalten sind einzigartige frühgotische Sedilien in der Südwand des Chors.
- Slawische Burgstätte Křečhoř, die an drei Seiten durch einen hohen Wall geschützte Anlage hat eine Ausdehnung von 7,5 bis 12,5 ha. Der Wall an der Westseite wurde beim Bau des Denkmals für die Schlacht bei Kolín durchbrochen, dabei wurden Mauerreste und frühmittelalterliche Keramik aufgefunden. Eine umfassende archäologische Untersuchung ist noch nicht erfolgt.
- Denkmal der Schlacht bei Kolín, errichtet 1898 nach Plänen von Václav Weinzettl. Die Reliefs schuf der Bildhauer Mořic Černil.
- Ehemaliges Pfarrhaus

## Söhne und Töchter der Gemeinde
- Josef Skalák (1874–1968), Journalist, Politiker und Übersetzer